# 외경 이야기들
외경 이야기들(Kniha apokryfů)은 카렐 차페크가 편집자로 근무하던 일간지와 잡지에 1920년부터 1938년에 걸쳐 연재했던 작품들을 묶은 것이다. 인터뷰와 증언, 논쟁 등의 형식으로 보도하는 상상의 저널리즘 양식으로 역사나 문학작품에 등장하는 사건들을 기술한다. 신문 잡지에 실렸던 작품이었던 만큼 흡인력 있고, 차페크식 풍자와 위트가 잘 드러난다. 책에는 역자가 발표했던 논문을 재구성한 30쪽가량의 해설을 실어 작품 분석의 심도를 더했다.

## 내용
프란츠 카프카, 밀란 쿤데라와 함께 20세기 체코를 대표하는 세계적인 작가 차페크의 단편집이다. 차페크가 편집자로 근무하던 일간지인 《리도베 노비니(Lidové noviny)》와 잡지에 1920년부터 1938년에 걸쳐 연재했던 작품들을 묶은 것이다. 이 작품은 많은 비평가들로부터 큰 주목을 받지 못하고 숨겨져 있다가 최근에야 연구되기 시작했다.
차페크는 소설과 희곡에서 체코어 구어체를 사용한 체코 작가들 중 첫 세대에 속한다. 이는 차페크가 신문기자 생활을 한 것이 큰 영향을 끼쳤다. 《외경 이야기들》은 그의 문학 활동 중 가장 저널리스트적인 작품이라 할 수 있다. 그는 이 작품에서 구어체와 간단한 체코어 스타일, 크랄리체(Kralice) 성경에 나오는 성서적 언어의 특징을 잘 드러내고 있다.
내용 면에서 보자면《외경 이야기들》에 나오는 보통 사람들은 위대한 문학 작품에 나오는 주인공이거나 역사적, 종교적 인물들이다. 대홍수 이야기에 나오는 야네체크(Janeček), 프란체스코 아시시, 돈 주앙, 나폴레옹 보나파르트 등의 영웅도 포함된다. 보통 사람들의 삶이 위대한 비극들이나 중요한 역사적 사건들과 교차된다. 역사적인 상황을 배경으로 해서, 거기에 좀 더 보태고, 새로운 관점에서 바라보고, 확대경으로 보거나 왜곡하여 봄으로써 그 상황을 재해석한 것이다. 형식은 대부분 고대 그리스 철학자들의 논쟁 같은 여러 형태의 대화이고, 예외적으로 편지 형식의 글도 있는가 하면, 철학적인 강의나 무운시 형식으로 쓴 희곡도 있다.
《외경 이야기들》에 실린 각각의 작품은 각각 형식, 주제 그리고 어조에서 서로 어울리지 않는다. 각각의 이야기들은 다른 문제를 다루고 있고, 서로 다른 관점으로 진행된다. 어떤 이야기들은 그 특성상 철학적이거나 유사 철학적이다. 또 다른 이야기들은 유명한 사건이나 인물들을 상당히 상식적이고 반(反)영웅적인 시각으로 다루고 있다. 또 다른 어떤 이야기들은 도덕적인 것처럼 보인다. 《외경 이야기들》은 한 사람의 관찰자가 여러 다양한 사건을 다룬다. 즉, 작가가 여러 다른 사건들을 다룰 뿐만 아니라 그 이야기들에 대해 각기 다른 태도를 취한다.
《외경 이야기들》은 문학과 저널리즘 사이에서 차페크의 독특한 위치를 반영하고 있다. 여기서 다룬 작품들에는 유럽과 체코슬로바키아에서 평화와 민주주의의 위기라는 차페크의 비관주의적 관점이 비유적으로 표현되어 있다. 역사적인 모자이크의 영역과 하찮은 양의 이야기들 사이의 모순 때문에 대부분 비평가들은 이 작품을 차페크의 주요한 소설이나 희곡보다는 저평가했지만 실상 무엇보다 저널리즘적인 흥미로운 글이다.